# Sigma 6
Sigma 6 va ser una banda de rhythm and blues formada el 1964 per Roger Waters mentre estudiava arquitectura a Londres i que va donar origen a Pink Floyd.
Els membres inicials de la banda van ser:
- Roger Waters - guitarra solista
- Nick Mason - bateria
- Richard Wright - guitarra rítmica
- Clive Metcalfe - baix
- Keith Noble - veu solista
- Sheila Noble - cors

Posteriorment, la banda va canviar el seu nom a "The Abdabs", presentant-se en pubs i festes particulars com "The Screaming Abdabs" i optant per la variant "The Architectural Abdabs", per als pocs però efectius xous dins de la Regent Street Polytechnic, on la majoria dels integrants estudiaven arquitectura.
Sent "The Abdabs", la formació va canviar lleugerament:
- Roger Waters - guitarra solista, baix
- Nick Mason - bateria
- Richard Wright - piano, trombó, ocasionalment guitarra
- Vernon Thompson - guitarra - músic convidat
- Clive Metcalfe - baix, guitarra rítmica
- Keith Noble - veu solista
- Juliette Gale - veu solista

Cap a mitjans de 1964, sense aconseguir mai una estabilitat, la banda va arribar a la seva dissolució amb la partida de Metcalf, Noble i Gale.
Poc després de la dissolució, Waters, Wright i Mason juntament amb Syd Barrett i Bob Klose es van unir per formar diverses bandes en l'avantsala a Pink Floyd.

## Altres dades
The Screamin' Ab Dabs va ser també el nom d'una banda de rhythm and blues dels anys 80 creada la Regne Unit i encapçalada per Alison Moyet.